# Lughnasad
A Lughnasad vagy Lammas kelta ünnep, az év utolsó negyedének kezdetét jelzi. A három aratóünnep közül az első. A most kezdődő ciklus vége az, amikor behajtják a nyájat a mezőkről. A kelták lakta vidékeken ilyenkor érett be a termés, ekkor kezdték el a gabonát learatni, a termést betakarítani.
Az ünnep a nyári napforduló utáni 40. napra esik, hagyományosan augusztus 1.-re (illetve a kelta szokásoknak megfelelően július 31-e napnyugtával kezdődik az ünnep). A nap legfőbb istensége Lugh.
A hagyomány úgy tartja, e nap Lugh halálának ünnepe (a kelta világkép szerint a halál egyben újjászületés is, tehát a temetési szertartás gyász- és örömünnep is egyben). Valójában azonban nevelőanyja, Taillte halálának megemlékezésére rendelte el a napisten. Itt találkozókat tartottak, sokan összegyűltek, cserekereskedelmet folytattak, lóversenyeket, atlétikai versenyeket, különböző játékokat, mesterségbeli versenyeket, szertartásokat rendeztek és nagy lakomát tartottak a nyári aratás első terméseiből. Az ünnep eredetileg tizenöt napon át tartott. Az utolsót 1169. augusztus elsején tartották, az utolsó Nagy Király, Ruaidrí Ua Conchobair uralkodása idején.